# Patrick Bruun
Patrick Magnus Bruun (geboren am 17. April 1920 in Helsinki; gestorben am 30. Juni 2007 in Turku) war ein finnischer Althistoriker und Numismatiker.
Bruun war der Sohn von Otto Bruun und Elsa Maria, geborene Inberg, und Bruder des Soziologen Kettil Brunn. Brunn, der 1953 an der Universität Helsinki mit der Arbeit „The Constantinian Coinage of Arelate“ promoviert wurde, war von 1952 bis 1957 Kulturredakteur und von 1957 bis 1960 Redaktionssekretär bei der finnischen Zeitung „Nya Pressen“. Von 1956 bis 1972 war er Dozent für Römische Numismatik an der Universität Helsinki, unterbrochen in den Jahren 1965 bis 1968, als er Direktor des Institutum Romanum Finlandiae in Rom war. Im Jahr 1968 folgte zudem die Berufung auf den Lehrstuhl für Allgemeine Geschichte an der Åbo Akademi, der schwedischsprachigen Universität in Turku, der er bis 1983 als Professor angehörte und deren Prorektor er in den Jahren 1969 bis 1975 war.
Seinen Forschungsschwerpunkt fand Bruun in der römischen Numismatik, insbesondere der Spätantike. Im Jahr 1966 erschien der von ihm verfasste siebente Band der Roman Imperial Coinage, der den Zeitraum von Constantinus I. und Licinius (die Jahre 313–337 n. Chr.) abdeckt.

## Schriften (Auswahl)
- The Constantinian Coinage of Arelate (= Suomen Muinaismuistoyhdistyksen aikakauskirja. 52, 2, ISSN 0355-1822). Puromiehen Kirjapaino, Helsinki 1953.
- Studies in Constantinian Chronology (= Numismatic Notes and Monographs. 146, ISSN 0078-2718). American Numismatic Society, New York NY 1961.
- Constantine and Licinius. A.D. 313–337 (= Roman Imperial Coinage. Bd. 7). Spink, London 1966.
- Die spätrömische Münze als Gegenstand der Thesaurierung (= Studien zu Fundmünzen der Antike. 4). Mann, Berlin 1987, ISBN 3-7861-1380-7.
- Studies in Constantinian Numismatics. Papers from 1954 to 1988 (= Acta Instituti Romani Finlandiae. 12, ISSN 0538-2270). Institutum Romanum Finlandiae, Rom 1991.